# Cactus (Texas)
Cactus es una ciudad ubicada en el condado de Moore en el estado estadounidense de Texas. En el Censo de 2010 tenía una población de 3.179 habitantes y una densidad poblacional de 575,98 personas por km².

## Geografía
Cactus se encuentra ubicada en las coordenadas 36°2′40″N 102°0′29″O / 36.04444, -102.00806. Según la Oficina del Censo de los Estados Unidos, Cactus tiene una superficie total de 5.52 km², de la cual 5.52 km² corresponden a tierra firme y (0%) 0 km² es agua.

## Demografía
Según el censo de 2010, había 3.179 personas residiendo en Cactus. La densidad de población era de 575,98 hab./km². De los 3.179 habitantes, Cactus estaba compuesto por el 48.22% blancos, el 1.01% eran afroamericanos, el 2.8% eran amerindios, el 19.35% eran asiáticos, el 0.38% eran isleños del Pacífico, el 24.41% eran de otras razas y el 3.84% pertenecían a dos o más razas. Del total de la población el 74.08% eran hispanos o latinos de cualquier raza.